# Odense Bulldogs
Die Odense Bulldogs sind ein dänischer Eishockeyclub aus Odense, der 1978 gegründet wurde und in der Metal Ligaen spielt.

## Geschichte
Die Odense Bulldogs, die 1978 gegründet wurden, stiegen in der Saison 1990/91 in die AL-Bank Ligaen auf. Größter Erfolg der Mannschaft war der Gewinn des dänischen Pokals in den Saisons 2005/06, 2008/09 und 2015/16. Am 26. Mai 2008 wurde die Mannschaft aus dem Stammverein ausgelagert und in Odense Ishockey Klub A/S unter Leitung von Jack Nielsen umbenannt. In der Saison 2007/08 erreichte Odense das Play-off-Halbfinale, in dem sie dem späteren Meister Herning Blue Fox in der Best-of-Seven-Serie in einem Sweep unterlagen. Im anschließenden Duell um Platz drei gegen SønderjyskE Ishockey unterlag die Mannschaft in zwei Spielen mit insgesamt 5:8 Toren.

## Erfolge
- Aufstieg in die AL-Bank Ligaen: 1991
- Dänischer Vizemeister: 2002, 2003, 2012
- Dänischer Pokalsieger: 2003, 2006, 2009, 2016

## Europapokalspiele
|                              |                   |                      |     |  |  |
| IIHF Continental Cup 2003/04 | 1. Runde Gruppe B | HK Slavija Ljubljana | 3:1 |  |  |
|                              |                   | Steaua Bukarest      | 7:0 |  |  |
|                              |                   | HC Amiens Somme      | 4:5 |  |  |

## Stadion
Die Heimspiele der Odense Bulldogs werden im Odense Isstadion ausgetragen, das 3.280 Zuschauer fasst.

## Ehemalige Spieler
- Dean Fedorchuk
- Brett Lysak
- Chris Lyness
- John Laliberté
- Agris Saviels
- Jānis Sprukts

## Nicht mehr zu vergebende Nummern
- 7: Lars Oxholm
- 26: Michael Eskesen